# Geórgios Mavrotás
Geórgios Mavrotás (grec moderne : Γιώργος Μαυρωτάς, né le 4 avril 1967 à Athènes) est un joueur de water-polo et un homme politique grec.

## Biographie
Il participe aux Jeux olympiques de 1984 dans l'équipe de Grèce de water-polo. Il totalise 5 sélections olympiques au total, de 1984 à 2000.
Aux élections législatives grecques de janvier 2015, il est élu député au Parlement grec sur la liste de La Rivière dans la circonscription de l'Attique.